# Escrime aux Jeux olympiques d'été de 1928
Navigation
Paris 1924 Los Angeles 1932
Les épreuves d’escrime aux Jeux Olympiques de 1928 se sont déroulées à Amsterdam aux Pays-Bas. 6 épreuves étaient au programme olympique cette année-là.

## Tableau des médailles

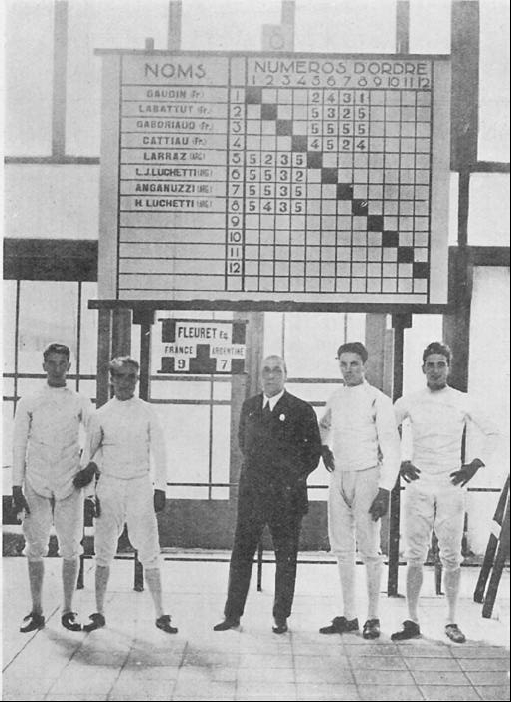
l'équipe d'Argentine

| Rang | Nation          | Or | Argent | Bronze | Total |
| ---- | --------------- | -- | ------ | ------ | ----- |
| 1    | France          | 2  | 3      | 0      | 5     |
| 2    | Italie          | 2  | 1      | 2      | 5     |
| 3    | Hongrie         | 2  | 1      | 0      | 3     |
| 4    | Allemagne       | 1  | 1      | 1      | 3     |
| 5    | Grande-Bretagne | 0  | 1      | 0      | 1     |
| 6    | Argentine       | 0  | 0      | 1      | 1     |
| 6    | États-Unis      | 0  | 0      | 1      | 1     |
| 6    | Pologne         | 0  | 0      | 1      | 1     |
| 6    | Portugal        | 0  | 0      | 1      | 1     |

## Résultats

### Podiums masculins
| Épreuves                                | Or | Argent | Bronze |
| --------------------------------------- | --- | --- | --- |
| Épée individuelle résultats détaillés   | Lucien Gaudin | Georges Buchard                                                                                           | George Charles Calnan                                                                                          |
| Épée par équipes résultats détaillés    | Italie Carlo Agostoni Giulio Basletta Marcello Bertinetti Giancarlo Cornaggia-Medici Renzo Minoli Franco Riccardi | France Gaston Amson René Barbier Georges Buchard Emile Cornic Armand Massard Bernard Schmetz              | Portugal Paulo d'Eça Leal Mário de Noronha Jorge de Paiva Frederico Paredes Joao Sassetti Henrique da Silveira |
| Fleuret individuel résultats détaillés  | Lucien Gaudin | Erwin Casmir                                                                                              | Giulio Gaudini                                                                                                 |
| Fleuret par équipes résultats détaillés | Italie Ugo Pignotti Gioacchino Guaragna Oreste Puliti Giorgio Pessina Giulio Gaudini Giorgio Chiavacci            | France Roger François Ducret Philippe Cattiau André Labatut Lucien Gaudin Raymond Flacher André Gaboriaud | Argentine Roberto Larraz Raul Anganuzzi Luis Lucchetti Héctor Lucchetti Carmelo Camet                          |
| Sabre individuel résultats détaillés    | Ödön Tersztyánszky                                                                                                | Attila Petschauer                                                                                         | Bino Bini |
| Sabre par équipes résultats détaillés   | Hongrie Ödön Tersztyánszky János Garay Attila Petschauer Jószef Rády Sándor Gombos Gyula Glykais                  | Italie Bino Bini Oreste Puliti Giulio Sarrocchi Renato Anselmi Emilio Salafia Gustavo Marzi               | Pologne Adam Papée Tadeusz Friedrich Kazimierz Laskowski Władysław Segda Aleksander Małecki Jerzy Zabielski    |

### Podium féminin
| Épreuves                               | Or           | Argent         | Bronze       |
| -------------------------------------- | ------------ | -------------- | ------------ |
| Fleuret individuel résultats détaillés | Helene Mayer | Muriel Freeman | Olga Oelkers |